# Hørve Kirke
Hørve Kirke ligger i Odsherred Kommune. Den blev oprindeligt bygget som en rundkirke og var et anneks til Vallekilde Kirke. Da Lammefjorden blev inddæmmet og Hørve fik en station kom der en stor befolkningstilvækst, og kirken måtte udbygges med et langt kirkerum.

## Eksterne kilder og henvisninger
- Wikimedia Commons har flere filer relateret til Hørve Kirke
- Hørve Kirke i bogværket Danmarks Kirker (udg. af Nationalmuseet)
- Hørve Kirke hos denstoredanske.dk
- Hørve Kirke hos KortTilKirken.dk